# Sociedad Deportiva Tirán

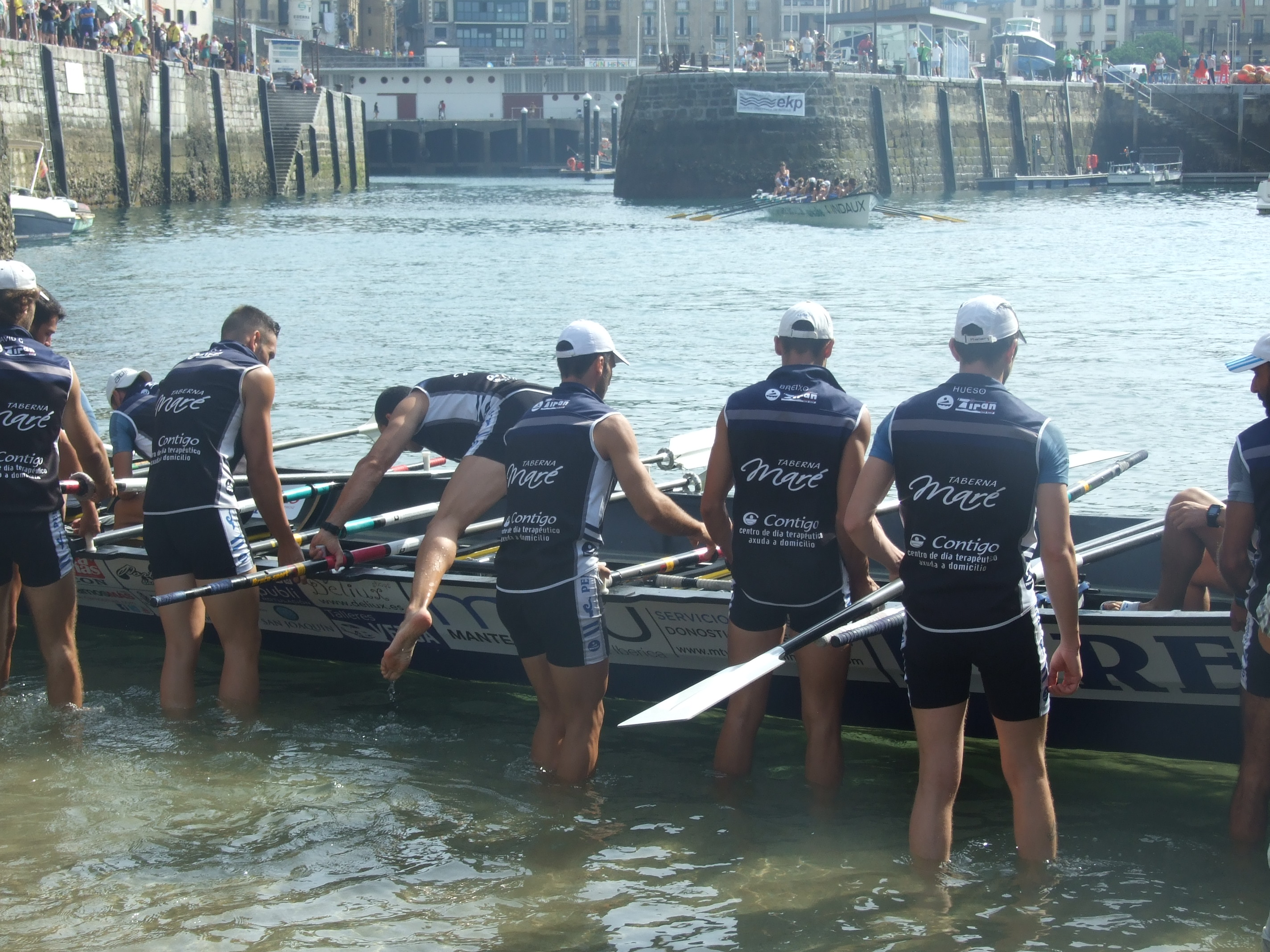
Remeros de Tirán en la Bandera de la Concha 2016.

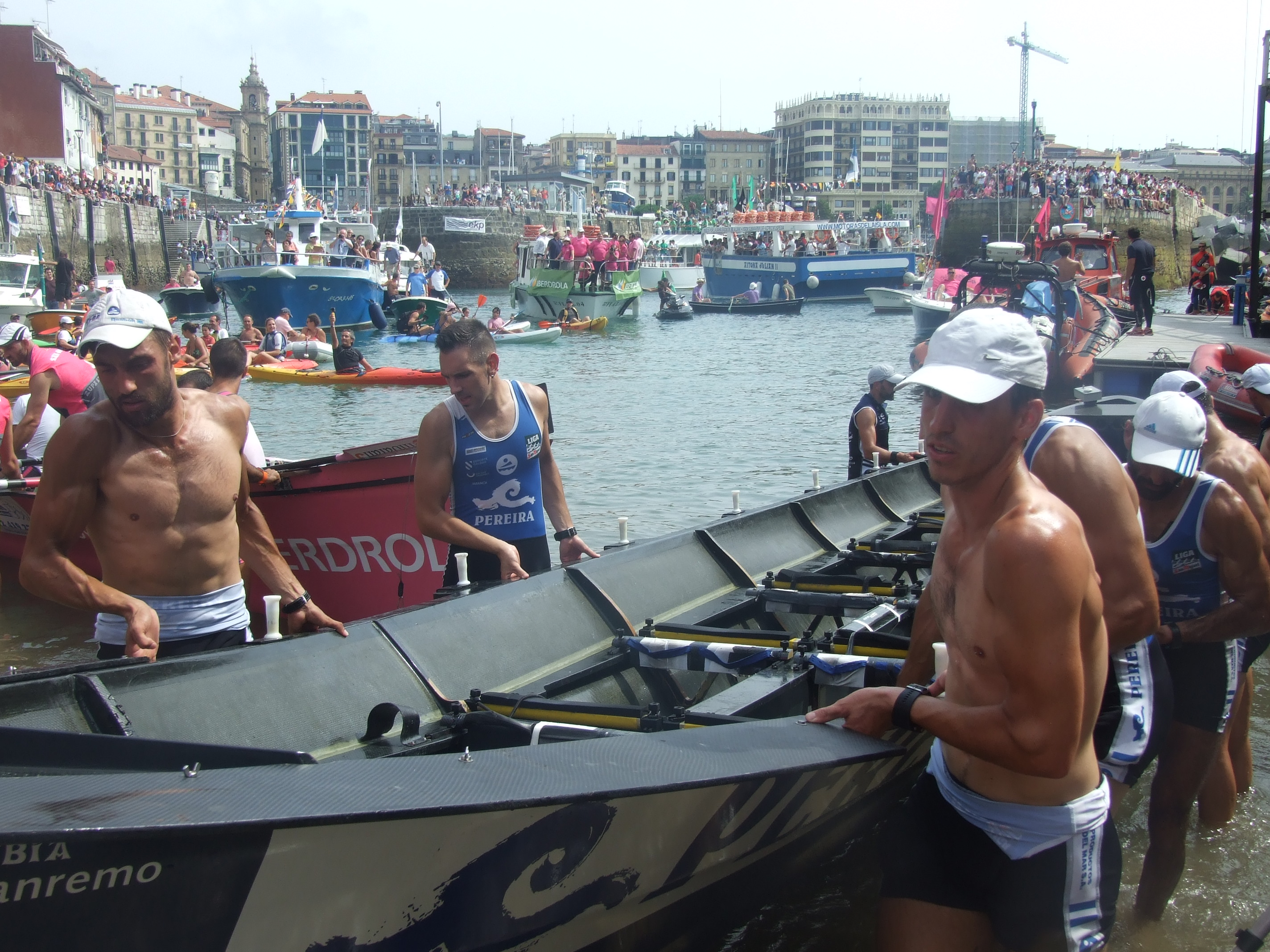
Remeros de Tirán en la Bandera de la Concha 2016.

La Sociedad Deportiva Tirán es un club de remo de la parroquia de Tirán, en el municipio pontevedrés de Moaña.
Fue fundado en 1993 tras la fusión de los clubes C.R. San Juan de Tirán y Nosa Sra. Dos Remedios de Tirán y desde entonces ha participado con resultados notables en las principales competiciones de remo de España y sido uno de los clubes fundadores de la Liga ACT.

## Palmarés

### Títulos nacionales
- 3 Campeonatos de España de traineras: 1961 (bajo el nombre de Educación y Descanso de Moaña), 1996 y 1997.

### Títulos regionales
- 1 Liga Gallega de Traineras: 2007.
- 8 Campeonato de Galicia:1995, 1996, 1997, 2009, 2010, 2011, 2012, 2013 y 2017

### Banderas
- 3 Banderas Teresa Herrera:1998, 2001 y 2007.
- 2 Banderas Príncipe de Asturias: 1998 y 2007.
- 1 Bandera Inmobiliara Orio (Liga San Miguel): 2011
- 1 Bandera Flaviobriga (Liga San Miguel): 2012
- 1 Bandera Ambilamp (Liga San Miguel): 2013
- 1 Bandera de Moaña - Gran Premio Fandicosta (Liga San Miguel): 2013
- 1 Bandera de La Rioja: 2001.
- 1 Bandera El Corte Inglés de Galicia: 2001.
- 1 Bandera de Boiro: 2001.
- 2 Banderas Concello de Moaña: 2001, 2007.
- 1 Bandera BBK: 2003.
- 2 Banderas de Ferrol: 2006 y 2007.
- 1 Bandera de Redondela: 2007.
- 1 Bandera de Nigrán: 2007.
- 1 Bandera de Cangas: 2007.
- 1 Bandera de A Pobra: 2007.
- 1 Bandera de Oleiros: 2007.
- 1 Bandera de Vigo: 2007.
- 1 Bandera de Muros: 2007.
- 1 Bandera de Coruxo: 2007.
- 1 Bandera de la Sociedad Deportiva de Remo Castro Urdiales: 2008.
- 1 Bandera de Orio: 2011, Liga ACT
- 1 Bandera de Castrourdiales: 2012, Liga ACT
- 1 Bandera de Portugalete: 2013, Liga ACT
- 1 Bandera de Moaña: 2013, Liga ACT

Trainerillas:
- 5 Campeonatos Gallegos: 2008, 2009, 2010,2011, 2012